# 半田駅
半田駅（はんだえき）は、愛知県半田市御幸町（みゆきまち）にある、東海旅客鉄道（JR東海）武豊線の駅である。駅番号はCE07。

## 概要
大府駅と武豊駅を結ぶ武豊線の中間駅（途中駅）にあたる駅である。武豊線の開通と同時の、1886年（明治19年）に開業した愛知県下では最も古い駅の一つ。駅の施設には明治時代から使用されているものが残っており、そのうち跨線橋は1910年（明治43年）完成。現存するJRの跨線橋では最古とされる事があるが、山陰本線八鹿駅には1907年（明治40年）、山陰本線大田市駅には1890年（明治23年）の跨線橋が現存するので、正確には「建築当時から同じ場所にある物では」最古である。

## 歴史
- 1886年（明治19年）3月1日：武豊・熱田間の開通時に開業。旅客・貨物をともに扱う一般駅[6]。
- 1896年（明治29年）：現在地に移転・拡張。移転前は現在よりも大府寄り（北側）の踏切（第2半田街道踏切）付近にあった[7]。
- 1909年（明治42年）10月12日：国有鉄道の線路名称制定により、当駅を通る路線が武豊線と命名される。
- 1910年（明治43年）11月：跨線橋を設置[7]。
- 1912年（明治45年）2月：駅を再拡張、駅舎を増改築[7][8]。
- 1975年（昭和50年）11月15日：貨物の取扱いを廃止[6]。
- 1977年（昭和52年）3月1日：みどりの窓口（現・JR全線きっぷうりば）を開設[9]。
- 1984年（昭和59年）2月1日：荷物の取扱いを廃止[6]。
- 1987年（昭和62年）4月1日：国鉄分割民営化に伴い、東海旅客鉄道（JR東海）の駅となる[6]。
- 2001年（平成13年）4月1日：武豊駅・東浦駅の駅長廃止に伴い、武豊線の全駅が半田駅の管理となる[8]。
- 2006年（平成18年）11月25日：ICカード「TOICA」の利用が可能となる。あわせて簡易改札機を設置[10]。
- 2013年（平成25年）10月1日：「集中旅客サービスシステム」導入により、直営駅から業務委託駅となる[11]。
- 2021年（令和3年）6月6日：仮駅舎供用開始[12][13]。
- 2022年（令和4年）11月16日：自動改札機導入。
- 2023年（令和5年）3月頃：お客様サポートサービスを導入[14]。
- 2030年（令和12年）度：高架工事完了予定[15][注釈 1]。

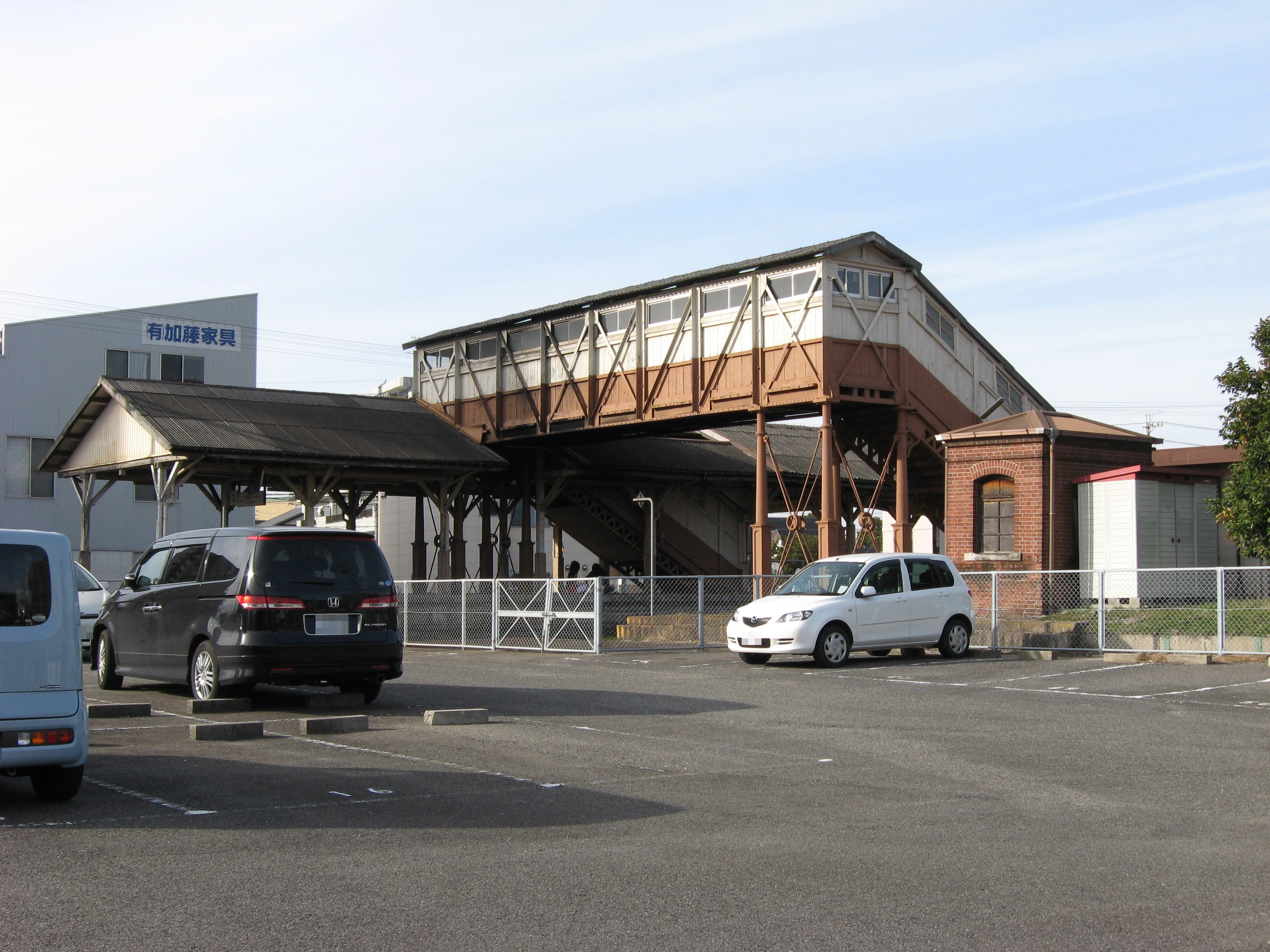
JR最古だった跨線橋（2008年1月）
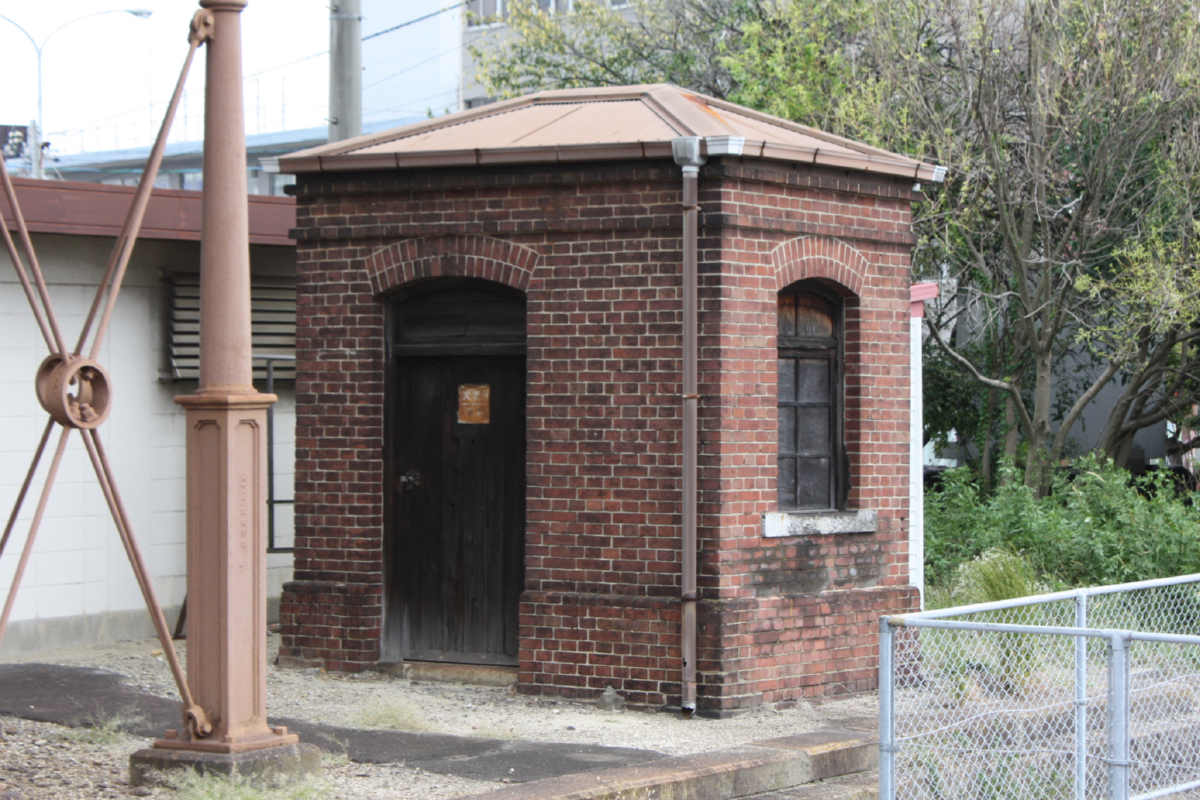
跨線橋の脇にあったランプ小屋（2010年10月）
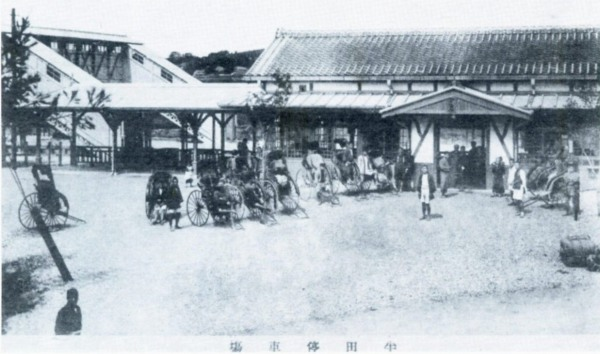
1912年以降（現在と同じ駅舎と跨線橋が写っているため）の半田駅。人力車が並んでいる。

### 貨物営業
現在武豊線には貨物を取り扱う駅は存在しないが、かつては一部の駅で実施していた。半田駅もその駅の一つである。半田駅の貨物営業は、1886年（明治19年）の駅開業時に開始され、1975年（昭和50年）の衣浦臨海鉄道半田線の開業にあわせて廃止された。
戦前（1945年（昭和20年）以前）の主要取扱貨物は、発送品が大豆粕・飼料・ビール・酢・雑穀、到着品が麦・米・綿糸・綿花である。戦後は、1955年（昭和30年）度では発送品が肥料・酢・飼料・コーンスターチ、到着品が肥料・米が主なもので、貨物営業末期の1970年代では飼料・肥料・コーンスターチの発送と肥料・米の到着が主体になっていた。

### 今後の計画・構想
半田駅付近の連続立体交差事業について、愛知県建設部は事業評価監視委員会から事業着手の了承を得た。2020年（令和2年）度に着工した。事業期間は、2012年度から2031年度までの予定である。
JR東海では利用客が1日3,000人以上の駅について、バリアフリー設備を整備する段差改良工事を進めているが、当駅もこの対象となっているものの、上述の連続立体交差事業が竣工する暁には、バリアフリー設備が整備された高架駅に変わる計画であるため、この工事は行われない。

## 駅構造

### ホーム・配線
島式ホーム1面2線の地上駅。交換駅であり、単線の武豊線で列車の交換が可能な駅の一つ。安全側線が2番線の武豊方と3番線の大府方にそれぞれ1か所ずつ設置されている。
かつては東側にもう一つホーム（単式ホーム）があり1番線も存在した。その線路は撤去されており、1番線は欠番である。

#### のりば
| 番線 | 路線      | 方向 | 行先     |
| ---- | --------- | ---- | -------- |
| 2    | CE 武豊線 | 下り | 武豊方面 |
| 3    | CE 武豊線 | 上り | 大府方面 |

（出典：JR東海:駅構内図）

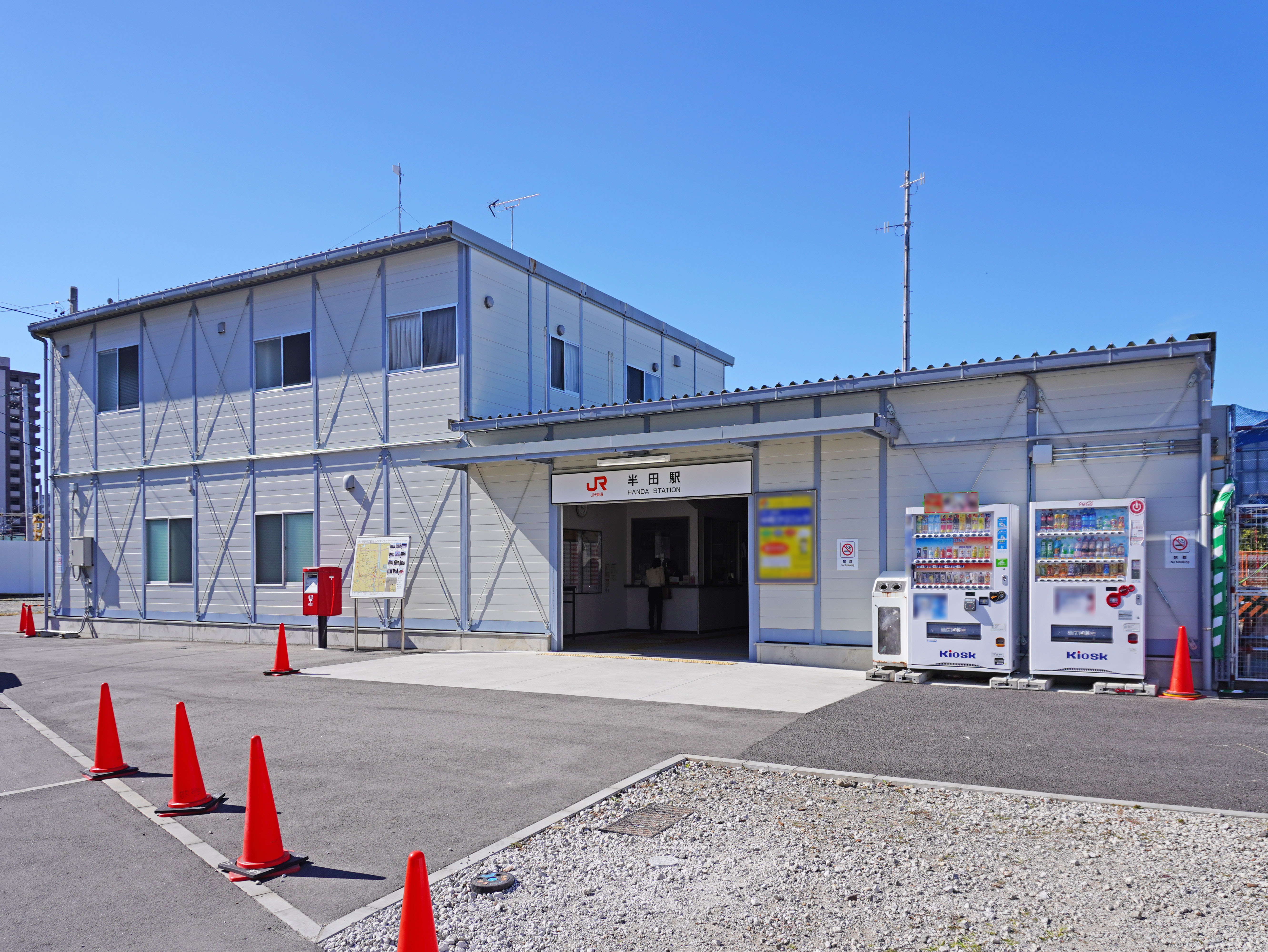
仮駅舎（2022年11月）
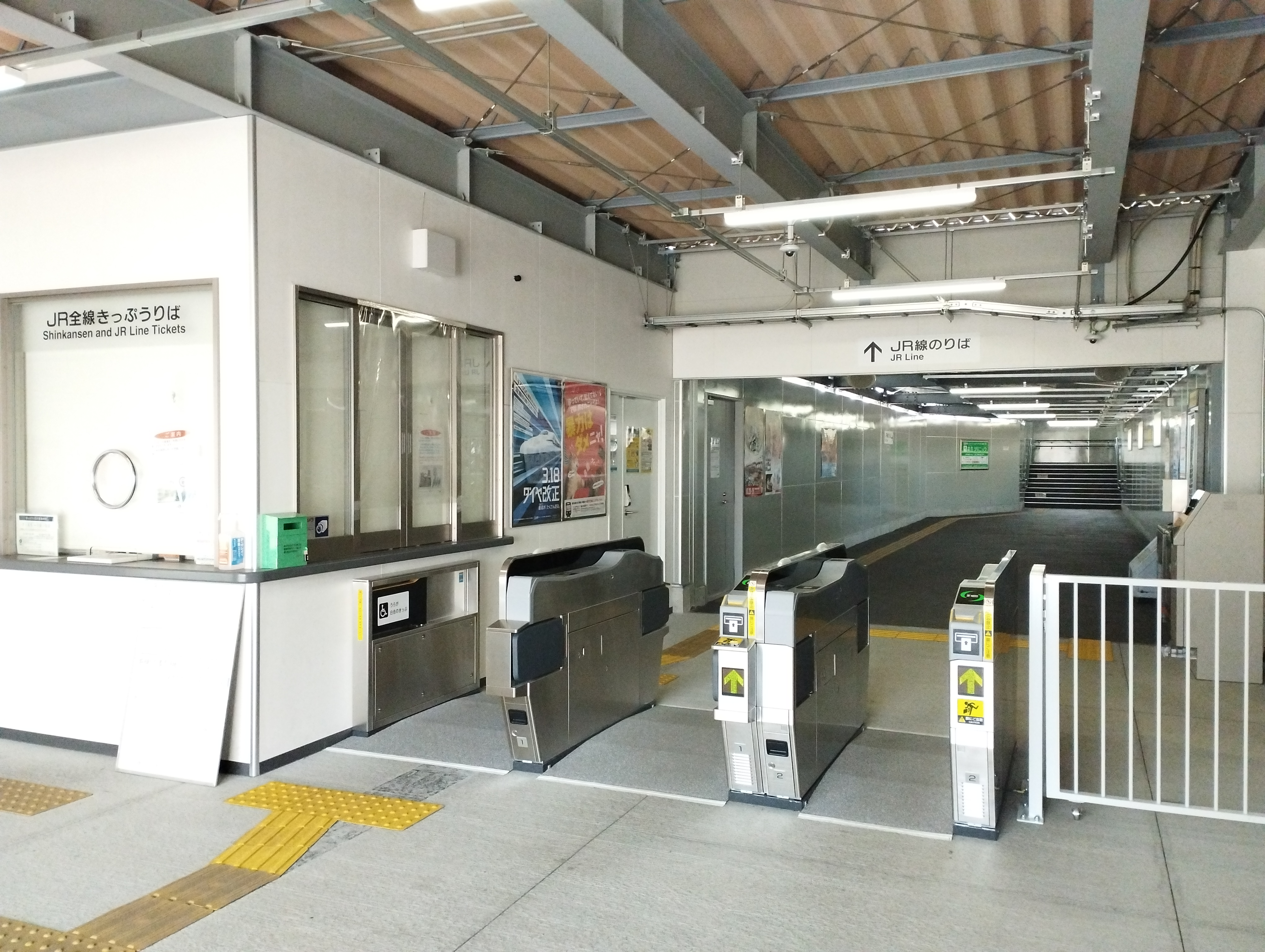
改札口（2023年3月）
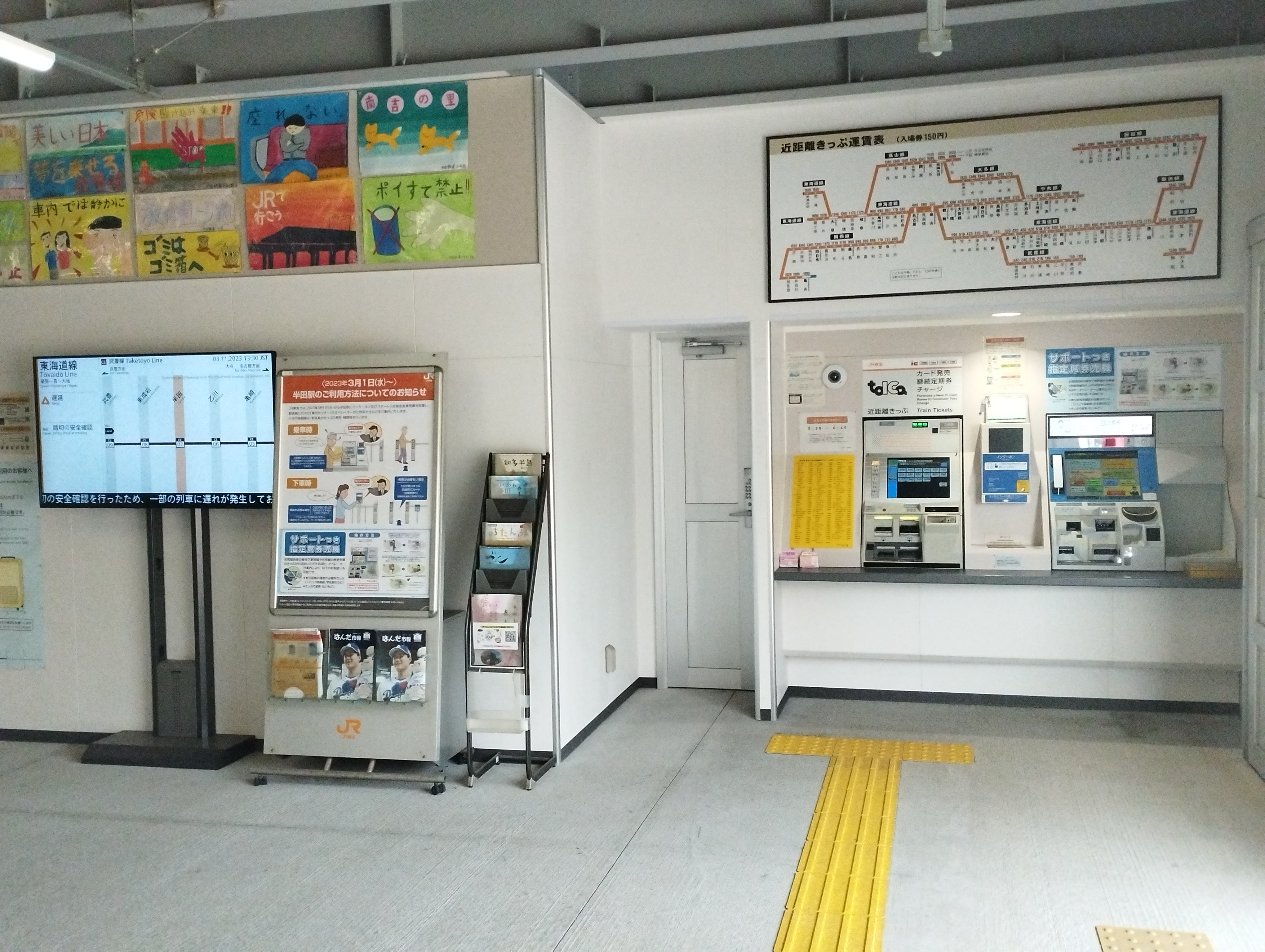
自動券売機（2023年3月）
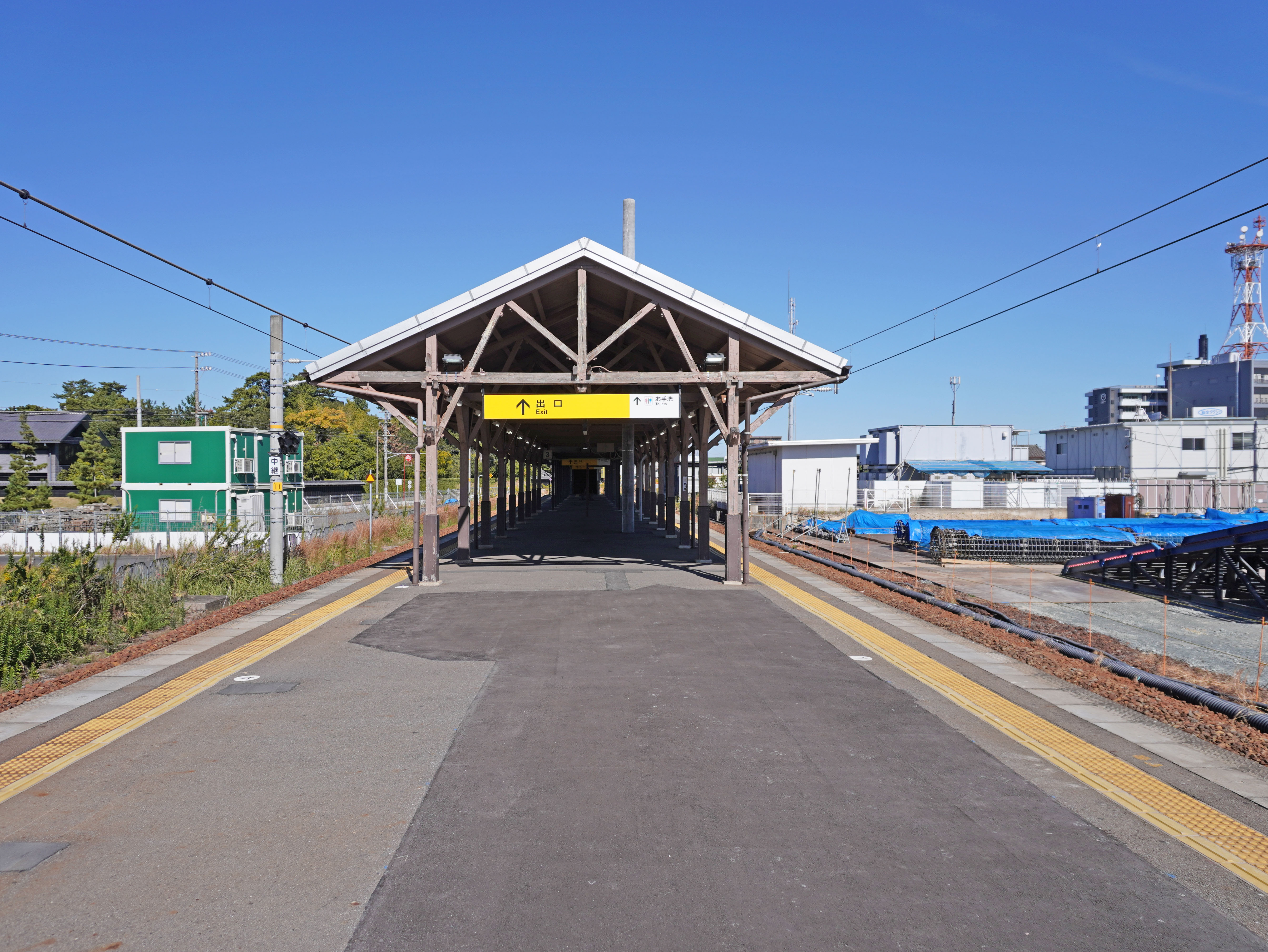
ホーム（2022年11月）
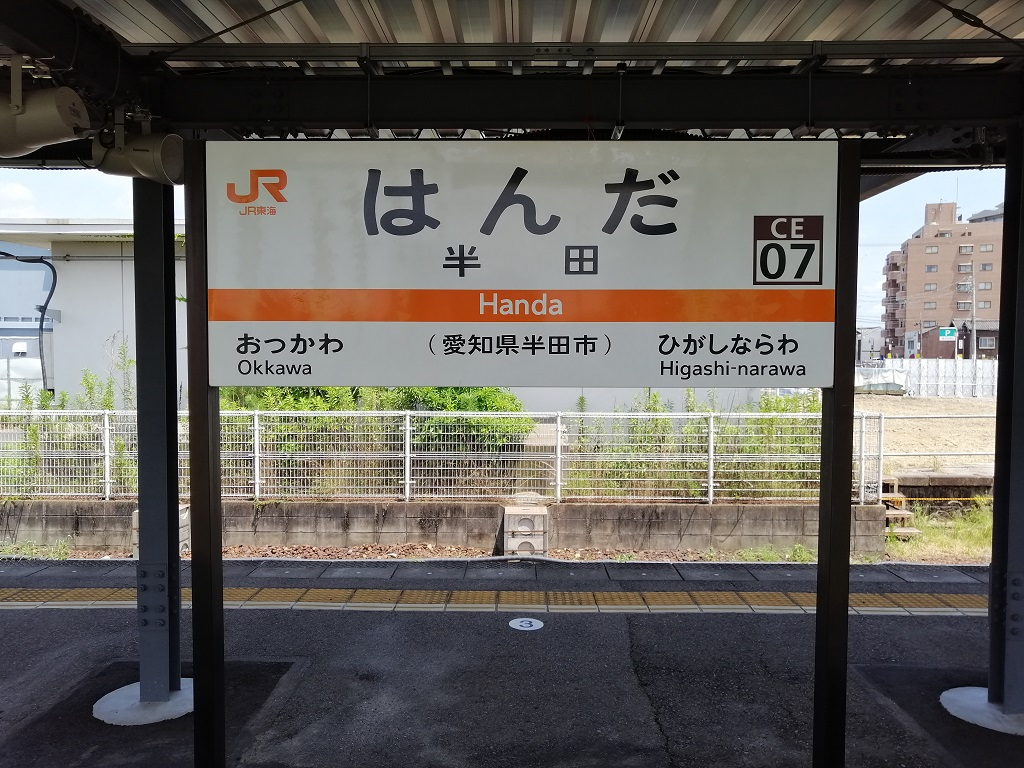
駅名標（2021年7月）

### 駅舎・施設等
駅舎は旧1番ホームに接する、構内の東側に設置されている。リニューアルされているものの、1912年（明治45年）に建築された木造駅舎である。駅舎内部にはJR全線きっぷうりば、自動券売機、サポートつき指定席券売機が設置され、改札口には自動改札機が導入されている。
駅員が配置されている有人駅で、JR東海の子会社であるJR東海交通事業に業務を委託する業務委託駅に分類される。かつては駅長が配置される直営駅で、管理駅として武豊線の大府駅を除く各駅を管理していたが、JR東海は2013年10月1日より武豊線内6駅に「集中旅客サービスシステム」を導入し、当駅は6駅への現地出動拠点としたうえで直営駅から業務委託駅とされた。現在の管理駅は大府駅となっている。
駅舎とホームを結ぶために設置されている跨線橋は、前述の通り、1910年（明治43年）11月に完成した、建築当時と同じ場所で現存する中ではJR最古のものである。跨線橋に隣接して煉瓦積みの危険品庫（ランプ小屋）が残るが、これも跨線橋と同時期の1909年（明治42年）に作られている。2010年の段階では、構内の跨線橋は電化後の高さの規定に抵触するものの、防護措置を行って使用を続ける予定と報じられた。しかし、跨線橋と危険品庫のいずれも高架化工事の作業を支障する位置にあるため、今後駅前に完成する公園に移築し保存される予定となっている。

## 利用状況

### 旅客
「愛知県統計年鑑」および「知多半島の統計」によれば、1日平均の乗車人員は以下の通りであった。
| 1日平均の乗車人員の推移 | 1日平均の乗車人員の推移 | 1日平均の乗車人員の推移 |
| 年度                    | 乗車人員                | 出典・備考              |
| ----------------------- | ----------------------- | ----------------------- |
| 1950年度                | 2,324人                 | [ 29 ]                  |
| 1951年度                | 2,708人                 | [ 30 ]                  |
| 1952年度                | 2,633人                 | [ 31 ]                  |
| 1953年度                | 2,522人                 | [ 32 ]                  |
| 1954年度                | 2,440人                 | [ 33 ]                  |
| 1955年度                | 2,361人                 | [ 34 ]                  |
| 1956年度                | 2,526人                 | [ 35 ]                  |
| 1957年度                | 2,577人                 | [ 36 ]                  |
| 1958年度                | 2,681人                 | [ 37 ]                  |
| 1959年度                | 2,863人                 | [ 38 ]                  |
| 1960年度                | 2,979人                 | 1950年度以降最大値      |
| 1961年度                | 2,626人                 | [ 40 ]                  |
| 1962年度                | 2,311人                 | [ 41 ]                  |
| 1963年度                | 2,296人                 | [ 42 ]                  |
| 1964年度                | 2,229人                 | [ 43 ]                  |
| 1965年度                | 2,351人                 | [ 44 ]                  |
| 1966年度                | 2,334人                 | [ 45 ]                  |
| 1967年度                | 2,326人                 | [ 46 ]                  |
| 1968年度                | 2,225人                 | [ 47 ]                  |
| 1969年度                | 1,911人                 | [ 48 ]                  |
| 1970年度                | 1,904人                 | [ 49 ]                  |
| 1971年度                | 1,734人                 | [ 50 ]                  |
| 1972年度                | 1,601人                 | [ 51 ]                  |
| 1973年度                | 1,584人                 | [ 52 ]                  |
| 1974年度                | 1,656人                 | [ 53 ]                  |
| 1975年度                | 1,661人                 | [ 54 ]                  |
| 1976年度                | 1,571人                 | [ 55 ]                  |
| 1977年度                | 1,478人                 | [ 56 ]                  |
| 1978年度                | 1,388人                 | [ 57 ]                  |
| 1979年度                | 1,326人                 | [ 58 ]                  |
| 1980年度                | 1,231人                 | [ 59 ]                  |
| 1981年度                | 1,132人                 | [ 60 ]                  |
| 1982年度                | 1,509人                 | [ 61 ]                  |
| 1983年度                | 1,315人                 | [ 62 ]                  |
| 1984年度                | 1,136人                 | [ 63 ]                  |
| 1985年度                | 975人                   | [ 64 ]                  |
| 1986年度                | 901人                   | [ 65 ]                  |
| 1987年度                | 874人                   | 1950年度以降最低値      |
| 1988年度                | 964人                   | [ 67 ]                  |
| 1989年度                | 1,065人                 | [ 68 ]                  |
| 1990年度                | 1,168人                 | [ 69 ]                  |
| 1991年度                | 1,261人                 | [ 70 ]                  |
| 1992年度                | 1,329人                 | [ 71 ]                  |
| 1993年度                | 1,310人                 | [ 72 ] [ 73 ]           |
| 1994年度                | 1,281人                 | [ 74 ] [ 73 ]           |
| 1995年度                | 1,256人                 | [ 75 ] [ 73 ]           |
| 1996年度                | 1,263人                 | [ 76 ] [ 77 ]           |
| 1997年度                | 1,251人                 | [ 78 ] [ 77 ]           |
| 1998年度                | 1,208人                 | [ 79 ] [ 80 ]           |
| 1999年度                | 1,170人                 | [ 81 ] [ 82 ]           |
| 2000年度                | 1,242人                 | [ 82 ]                  |
| 2001年度                | 1,380人                 | [ 82 ]                  |
| 2002年度                | 1,510人                 | [ 83 ]                  |
| 2003年度                | 1,520人                 | [ 83 ]                  |
| 2004年度                | 1,509人                 | [ 83 ]                  |
| 2005年度                | 1,632人                 | [ 84 ]                  |
| 2006年度                | 1,707人                 | [ 84 ]                  |
| 2007年度                | 1,776人                 | [ 84 ]                  |
| 2008年度                | 1,761人                 | [ 85 ]                  |
| 2009年度                | 1,704人                 | [ 85 ]                  |
| 2010年度                | 1,664人                 | [ 85 ]                  |
| 2011年度                | 1,656人                 | [ 86 ]                  |
| 2012年度                | 1,750人                 | [ 87 ]                  |
| 2013年度                | 1,685人                 | [ 87 ]                  |
| 2014年度                | 1,700人                 | [ 88 ]                  |
| 2015年度                | 1,735人                 | [ 89 ]                  |
| 2016年度                | 1,714人                 | [ 90 ]                  |
| 2017年度                | 1,712人                 | [ 91 ]                  |
| 2018年度                | 1,670人                 | [ 91 ]                  |
| 2019年度                | 1,651人                 | [ 92 ]                  |
| 2020年度                | 1,357人                 | [ 93 ]                  |
| 2021年度                | 1,403人                 | [ 93 ]                  |
| 2022年度                | 1,424人                 | [ 93 ]                  |

また、明治時代末期にあたる1910年度の乗車人員は、1日平均で359人であった。

### 貨物・荷物
1950年度から1975年度（1975年11月取扱廃止）までの貨物の取扱量（発送および到着トン数）と、1972年度から1983年度（1984年2月取扱廃止）までの荷物の取扱量（発送および到着個数）は以下の表に示すとおりに推移していた。
| 貨物取扱量・荷物取扱量の推移  | 貨物取扱量・荷物取扱量の推移 | 貨物取扱量・荷物取扱量の推移 | 貨物取扱量・荷物取扱量の推移 | 貨物取扱量・荷物取扱量の推移 |
| 年度                          | 貨物                         | 貨物                         | 荷物                         | 荷物                         |
| 年度                          | 発送                         | 到着                         | 発送                         | 到着                         |
| ----------------------------- | ---------------------------- | ---------------------------- | ---------------------------- | ---------------------------- |
| 1950年度                      | 77,496t                      | 106,803t                     |                              |                              |
| 1951年度                      | 76,466t                      | 123,596t                     |                              |                              |
| 1952年度                      | 68,228t                      | 87,716t                      |                              |                              |
| 1953年度                      | 78,683t                      | 86,646t                      |                              |                              |
| 1954年度                      | 69,559t                      | 96,321t                      |                              |                              |
| 1955年度                      | 82,032t                      | 79,220t                      |                              |                              |
| 1956年度                      | 99,213t                      | 80,548t                      |                              |                              |
| 1957年度                      | 104,827t                     | 82,450t                      |                              |                              |
| 1958年度                      | 103,454t                     | 75,236t                      |                              |                              |
| 1959年度                      | 104,269t                     | 84,330t                      |                              |                              |
| 1960年度                      | 130,936t                     | 101,197t                     |                              |                              |
| 1961年度                      | 137,360t                     | 96,446t                      |                              |                              |
| 1962年度                      | 168,545t                     | 97,857t                      |                              |                              |
| 1963年度                      | 201,353t                     | 105,946t                     |                              |                              |
| 1964年度                      | 204,216t                     | 108,160t                     |                              |                              |
| 1965年度                      | 197,668t                     | 89,818t                      |                              |                              |
| 1966年度                      | 196,339t                     | 80,157t                      |                              |                              |
| 1967年度                      | 206,239t                     | 79,705t                      |                              |                              |
| 1968年度                      | 197,407t                     | 89,105t                      |                              |                              |
| 1969年度                      | 194,905t                     | 69,762t                      |                              |                              |
| 1970年度                      | 196,553t                     | 65,774t                      |                              |                              |
| 1971年度                      | 187,705t                     | 68,981t                      |                              |                              |
| 1972年度                      | 165,226t                     | 60,125t                      | 22,715個                     | 64,456個                     |
| 1973年度                      | 153,248t                     | 56,879t                      | 23,316個                     | 65,708個                     |
| 1974年度                      | 114,750t                     | 55,850t                      | 21,537個                     | 64,016個                     |
| 1975年度                      | 52,474t                      | 22,767t                      | 19,586個                     | 58,808個                     |
| 1976年度                      |                              |                              | 18,029個                     | 53,503個                     |
| 1977年度                      |                              |                              | 17,745個                     | 48,735個                     |
| 1978年度                      |                              |                              | 15,932個                     | 44,082個                     |
| 1979年度                      |                              |                              | 16,163個                     | 41,985個                     |
| 1980年度                      |                              |                              | 14,951個                     | 36,203個                     |
| 1981年度                      |                              |                              | 13,157個                     | 28,306個                     |
| 1982年度                      |                              |                              | 8,852個                      | 19,774個                     |
| 1983年度                      |                              |                              | 5,499個                      | 12,167個                     |
| ※出典は乗車人員の推移に同じ。 |                              |                              |                              |                              |

## 駅周辺
中心市街地は乗車人員も当駅の4倍近い名鉄知多半田駅周辺となるが、市役所の最寄り駅は当駅である。

### 周辺の施設
- 名鉄河和線 知多半田駅
- 半田市役所
- 半田郵便局
- 半田商工会議所
- 半田信用金庫本店
- あいち銀行半田支店
- 名古屋銀行半田支店
- NTT西日本半田ビル
- Mizkan Holdings（ミツカン）
  - 博物館「酢の里」
- 中埜酒造
  - 國盛酒の文化館
- 半田市鉄道資料館

### バス路線
駅東側の駅前には「半田駅前」バス停があり、駅と半田市南部または北部を結ぶ知多乗合（知多バス）の路線バスが発着している。路線と主な行き先は以下の通り。
- 半田北部線：乙川駅前・日本福祉大学方面、知多半田駅・青山駅・常滑方面

また、駅南西方向に徒歩で5分ほどの場所には「末広町」バス停があり、半田市南部および常滑市、中部国際空港方面を結ぶ同社のバスが発着している。
- 半田・常滑線：青山駅・常滑・中部国際空港方面

## 隣の駅
東海旅客鉄道（JR東海）
CE 武豊線
■区間快速・■普通
乙川駅 (CE06) - 半田駅 (CE07) - 東成岩駅 (CE08)